# María Teresa Casanova
María Teresa Casanova (Monforte de Lemos, 1902 - fallecimiento en fecha desconocida), fue una periodista y escritora gallega; conocida por ser una de las voces más fuertes en Argentina en defensa del bando nacional durante la guerra civil española, y posteriormente del gobierno de Franco.

## Biografía
Nació en Monforte de Lemos, en la provincia de Lugo (Galicia, España) en el año 1902. Sus padres emigraron a Buenos Aires (Argentina) cuando ella tenía 9 meses,
Estudio la licenciatura en Filosofía. En esa época colaboró con la Organización Republicana Nacional Gallega. Con el golpe de Estado del 18 de julio de 1936 impulsado por Francisco Franco se convierte en la mayor defensora del golpe militar en la Argentina, con sus proclamas en el programa radial "Habla España", que era patrocinado por el Centro Acción Española, y los  financiados por la Oficina de Prensa y Propaganda del gobierno del bando nacional.
También escribió artículos en Acción Española, su labor como columnista y secretaria editorial en El Diario Español y el semanario Juan Español; también colaboró en la prensa argentina en la redacción de La Razón, Estampa, Aquí Está y Maribel, y escribió en el diario La Prensa. Fue también una prolífica conferenciante, destacando la que impartió en el Teatro Colón en 1937.
Fue nombrada agregada cultural en la embajada española en Buenos Aires. En 1948 obtuvo una beca del Instituto de Cultura Hispánica para viajar por España durante un año como escritora y conferenciante. Fue entrevistada por Pilar Primo de Rivera, recibida en audiencia por Francisco Franco y objeto de un homenaje en el Centro Gallego de Madrid. En noviembre fue entrevistada por Manuel Fraga de Lis para El Pueblo Gallego.  También vuelve a su pueblo natal Monforte, donde repite su conferencia en la que evoca a Buenos Aires. La gira terminó y regresó a Buenos Aires el 29 de noviembre de 1948.
Durante esta gira se produce una polémica importante porque ella se presenta como sobrina de conocida escritora Sofía Casanova, pero su relación familiar fue desmentida por Joaquín Pérez Madrigal en diciembre de 1948. Éste afirma que él si es sobrino de la escritora coruñesa

## Obras
- Isabel la Católica. José Ballesta Editor, Buenos Aires, 1944.